# Heterostemma oblongifolium
Heterostemma oblongifolium är en oleanderväxtart som beskrevs av Julien Noël Costantin. Heterostemma oblongifolium ingår i släktet Heterostemma och familjen oleanderväxter. Inga underarter finns listade i Catalogue of Life.